# Gliese 673
Gliese 673 (GJ 673) es una estrella en la constelación de Ofiuco situada 2º al sur de σ Ophiuchi. Distante 25,2 años luz del sistema solar, tiene magnitud aparente +7,54, por lo que no resulta observable a simple vista a pesar de su proximidad.
Gliese 673 es una enana naranja de tipo espectral K7V  —al igual que el Sol una estrella de la secuencia principal aunque más fría— con una temperatura efectiva de 3959 ± 15 K.
De características comparables a las componentes del sistema 61 Cygni, tiene una décima parte de la luminosidad solar —incluyendo la radiación infrarroja que emite— y un radio aproximado equivalente al 56% del radio solar.
Posee una masa igual a 2/3 partes de la masa solar. 
Está considerada una estrella de rotación lenta —su velocidad de rotación proyectada es igual a 3 km/s— con un movimiento propio relativamente alto.
Su índice de metalicidad ([Fe/H] = +0,38) implica que su abundancia relativa de metales es más del doble que en el Sol.
No se ha detectado exceso en la radiación infrarroja emitida ni a 24 ni a 70 μm, lo que parece descartar la presencia de un disco circunestelar de polvo a su alrededor.
Gliese 701 y Wolf 629, a 4,9 y 6,5 años luz de distancia respectivamente, son los sistemas estelares conocidos más cercanos a Gliese 673.